# Calle Blancos
Calle Blancos è un distretto della Costa Rica facente parte del cantone di Goicoechea, nella provincia di San José.